# Ahmad Fathi Sorour
Ahmad Fathi Sorour est un homme politique égyptien.
Il a occupé le poste de président de l'Assemblée populaire égyptien de 1990 à 2011 (9 juillet 1932 - 5 avril 2024). Il a précédemment été ministre de l'Éducation de 1986 à 1990.